# Friedrich von Kielmansegg

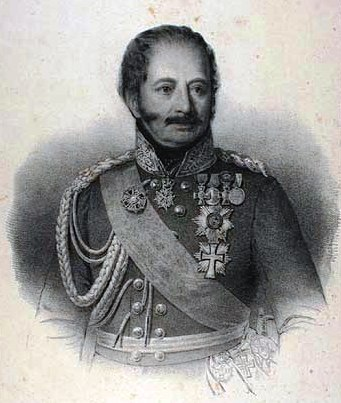
Friedrich von Kielmansegg

Friedrich Otto Gebhard Graf von Kielmansegg (* 17. Dezember 1768; † 18. Juli 1851 in Hannover) war ein deutscher General der Infanterie in Diensten des Kurfürstentums und Königreichs Hannover.

## Leben

### Herkunft
Friedrich Graf von Kielmansegg gehörte dem Adelsgeschlecht Kielmansegg in Holstein und Hannover an. Er war der Sohn des hannoverschen Drost in Ratzeburg Friedrich Graf von Kielmansegg (1728–1800) und dessen zweiter Ehefrau Charlotte Wilhelmine Hedwig, geborene Freiin von Spörcken. Der spätere Oberstallmeister Ludwig Graf von Kielmansegg war sein älterer Bruder, der spätere Kriegsminister Ferdinand von Kielmansegg der jüngere Bruder.

### Militärkarriere
Nach militärwissenschaftlichen Studien in Straßburg trat Kielmansegg 1793 als Freiwilliger in das landgräflich hessen-kasselsche Dragonerregiment „Prinz Friedrich“ ein. Er wurde schnell zum Schwadronschef ernannt und nahm am Feldzug von 1793 während des Ersten Koalitionskrieges in den Niederlanden teil. Im Winter 1793/94 hielt er sich in England auf, um ein Jäger-Korps aufzustellen, war aber damit nicht erfolgreich. Als er in die Niederlande zurückkehrte, erkrankte er schwer und nahm zunächst seinen Abschied.
1803 trat Kielmannsegg erneut in den militärischen Dienst ein, diesmal als Adjutant des Kommandeurs der Avantgarde des Kurfürstentums Braunschweig-Lüneburg Generalleutnant Ernst von Linsingen. Die Konvention von Artlenburg beendete zunächst seine militärische Karriere und er zog sich auf das Gut Seestermühe zurück, das er 1810 von seinem Onkel Carl Rudolph August von Kielmannsegge übernommen hatte. So entging er auch der Dienststellung unter der französischen Besatzungsmacht.
In den Befreiungskriegen war er als Oberst Kommandeur des von ihm 1813 auf seine persönliche Kosten (36000 Taler Gold) aufgestellten Korps der „Kielmannseggeschen Jäger“. Mit diesem Verband nahm er an verschiedenen Gefechten in Mecklenburg und Lüneburg, namentlich an der Schlacht an der Göhrde, sowie an der Verteidigung Hamburgs, teil. Am 28. Oktober zog Kielmansegg an der Spitze seines Korps in Hannover ein und wurde danach in Holstein und bei der Belagerung und Befreiung von Hamburg eingesetzt. Das Korps zog später noch in die Niederlande, allerdings waren dort die Kämpfe schon abgeschlossen. 1814 wurde das Korps dann aufgelöst. Kielmannsegg blieb Soldat und führte die 1. Hannoversche Brigade in der 3. Britischen Division unter General Carl von Alten. Mit diesem Verband nahm er während des Sommerfeldzugs von 1815 an den Schlachten bei Quatre-Bras und Waterloo teil. Bei Waterloo waren Kielmanseggs Truppen im Zentrum eingesetzt und konnten Napoleons Hauptstoß, der auf einen Durchbruch abzielte, aufhalten. Kielmansegg hatte dabei für den verwundeten General Alten das Kommando der Division übernommen.
Noch 1815 wurde Kielmansegg zum Generalmajor und 1816 zum Generalleutnant der neuen Armee des Königreichs Hannover befördert und war als Soldat bis 1832 im aktiven Dienst. Er gehörte seit 1839 der hannoverschen Freimaurerloge „Friedrich zum weißen Pferde“ an und bewohnte ein der Familie von Kielmannsegg seit 1709 gehörendes Stadtpalais. Er wurde auf dem Gartenfriedhof bestattet, wo sein Sarkophag erhalten ist.

### Familie
Er heiratete am 12. August 1795 die Frederike Sabine von dem Bussche-Lohe (1776–1829). Das Paar hatte mehrere Kinder:
- Adolf Friedrich August (1796–1866), Legationsrat und Ministerresident in Paris und London ⚭ Luise von Gaymüller (1809–1837)
- Luise (1798–1874) ⚭ 1820 Carl Wilhelm Georg zu Inn- und Knyphausen (1784–1860)
- Georg (1800–1862), Regierungsrat ⚭ Amalie von Campe (1807–1856)
- Adelaide (1801–1856) ⚭ 1820 Carl von Hardenberg (1791–1865)
- Ferdinand (1802–1845) ⚭ 1835 Maria von Winzigerode (1812–1848)
- Karl (1816–1899) erbte nach seinem erstgeborenen Bruder Adolf das Gut Seestermühe

## Auszeichnungen
- Großkreuz des Guelphenordens
- Russischer Orden der Heiligen Anna II. Klasse
- Orden des Heiligen Wladimir IV. Klasse
- Kurhessischer Orden Pour la vertu militaire
- Hannoversche Waterloo-Medaille
- Kriegsdenkmünze 1813 (Hannover)
- Kriegsdenkmünze der Hanseatischen Legion
- Wilhelms-Kreuz (Hannover)
- Schwertorden 1. Klasse
- Großkreuz des Dannebrogordens